# Federal Hockey League 2011-2012
La stagione 2011–12 della Federal Hockey League è la seconda di questa lega minore nordamericana. 

## Formula
Al termine della stagione regolare, le prime sei squadre hanno avuto accesso ai play-off.
La squadra classificata al primo posto ha avuto accesso direttamente alla semifinale, dove ha incontrato la squadra sesta classificata, in una serie al meglio dei 5 incontri.
Le squadre classificate dal secondo al quinto posto si sono invece scontrate nei quarti di finale, al meglio delle tre gare, con accoppiamenti 2° vs 5° e 3 vs 4°. Le due squadre vincitrici si sono qualificate per la semifinale, che - a differenza dell'altra semifinale - è stata giocata al meglio delle tre gare.
La finale tra le vincitrici delle due semifinali è stata giocata al meglio delle 5 gare.

## Stagione regolare
| Squadra                 | PG       | V        | VOT      | POT      | P        | GF       | GS       | Pt       | %V       |
| ----------------------- | -------- | -------- | -------- | -------- | -------- | -------- | -------- | -------- | -------- |
| NJ Outlaws              | 53       | 40       | 3        | 1        | 9        | 276      | 148      | 127      | .799     |
| 1000 Islands Privateers | 49       | 29       | 3        | 2        | 15       | 269      | 218      | 95       | .646     |
| Danbury Whalers         | 51       | 28       | 2        | 1        | 20       | 207      | 185      | 89       | .582     |
| Brooklyn Aviators       | 50       | 25       | 1        | 5        | 19       | 210      | 175      | 82       | .547     |
| Akwesasne Warriors      | 45       | 20       | 4        | 1        | 20       | 250      | 263      | 69       | .511     |
| Cape Cod Bluefins       | 52       | 13       | 3        | 4        | 32       | 196      | 234      | 49       | .314     |
| Delaware Federals       | 19       | 3        | 1        | 1        | 14       | 71       | 170      | 12       | .211     |
| Danville Dashers        | 43       | 5        | 1        | 3        | 34       | 152      | 238      | 20       | .155     |
| Vermont Wild            | ritirata | ritirata | ritirata | ritirata | ritirata | ritirata | ritirata | ritirata | ritirata |

A causa del ritiro dei Vermont Wild e dell'ingresso a campionato in corso dei Delaware Federals, le squadre hanno disputato un numero disomogeneo di incontri. Per la classifica, fa testo la % di vittorie.
In verde le squadre qualificate ai play-off

## Play-off
|  | Quarti di finale | Quarti di finale        | Quarti di finale  | Quarti di finale | Quarti di finale |                 |    | Semifinali              | Semifinali | Semifinali | Semifinali | Semifinali | Semifinali | Semifinali |  |  | Finali | Finali     | Finali | Finali | Finali | Finali | Finali |
|  |                  |                         |                   |                  |                  |                 |    |                         |            |            |            |            |            |            |  |  |        |            |        |        |        |        |        |
|  |                  |                         |                   |                  |                  |                 |    |                         |            |            |            |            |            |            |  |  |        |            |        |        |        |        |        |
|  |                  |                         |                   |                  |                  |                 |    |                         |            |            |            |            |            |            |  |  |        |            |        |        |        |        |        |
|  |                  | 1                       | NJ Outlaws        | 9                | 3                | 5               |    |                         |            |            |            |            |            |            |  |  |        |            |        |        |        |        |        |
|  |                  |                         |                   |                  |                  | 5               |    |                         |            |            |            |            |            |            |  |  |        |            |        |        |        |        |        |
|  |                  | 6                       | Cape Cod Bluefins | 5                | 0                | 3               |    |                         |            |            |            |            |            |            |  |  |        |            |        |        |        |        |        |
|  |                  | 6                       | Cape Cod Bluefins | 5                | 0                | 3               |    |                         |            |            |            |            |            |            |  |  |        |            |        |        |        |        |        |
|  |                  |                         |                   |                  |                  |                 |    |                         |            |            |            |            |            |            |  |  |        |            |        |        |        |        |        |
|  |                  |                         |                   |                  |                  |                 |    |                         |            |            |            |            |            |            |  |  |        |            |        |        |        |        |        |
|  |                  |                         |                   |                  |                  |                 |    |                         |            |            |            |            |            |            |  |  | 1      | NJ Outlaws | 7      | 5      | 5†     |        |        |
|  |                  |                         | 3                 | Danbury Whalers  | 2                | 1               | 4  |                         |            |            |            |            |            |            |  |  |        |            |        |        |        |        |        |
|  | 2                | 1000 Islands Privateers | 3                 | 9                | 6                |                 |    |                         |            |            |            |            |            |            |  |  |        |            |        |        |        |        |        |
|  | 5                | Akwesasne Warriors      | 4†                | 4                | 2                |                 |    |                         |            |            |            |            |            |            |  |  |        |            |        |        |        |        |        |
|  | 5                | Akwesasne Warriors      | 4†                | 4                | 2                |                 | 2  | 1000 Islands Privateers | 3          | 1          |            |            |            |            |  |  |        |            |        |        |        |        |        |
|  |                  |                         |                   |                  |                  |                 | 2  | 1000 Islands Privateers | 3          | 1          |            |            |            |            |  |  |        |            |        |        |        |        |        |
|  |                  | 3                       | Danbury Whalers   | 4                | 7                |                 |    |                         |            |            |            |            |            |            |  |  |        |            |        |        |        |        |        |
|  | 3                | 3                       | Danbury Whalers   | 4                | 7                | Danbury Whalers | 5† | 2                       | 5†         |            |            |            |            |            |  |  |        |            |        |        |        |        |        |
|  | 3                |                         |                   |                  |                  | Danbury Whalers | 5† | 2                       | 5†         |            |            |            |            |            |  |  |        |            |        |        |        |        |        |
|  | 4                | Brooklyn Aviators       | 4                 | 5                | 4                |                 |    |                         |            |            |            |            |            |            |  |  |        |            |        |        |        |        |        |

† = partita terminata ai supplementari
I New Jersey Outlaws vincono il loro primo titolo FHL.

## Premi
| Premio             | Vincitore       | Squadra                            |
| ------------------ | --------------- | ---------------------------------- |
| MVP                | Jeff Winchester | 1000 Islands Privateers NJ Outlaws |
| MVP - Playoff      | Dan McWhinney   | NJ Outlaws                         |
| Miglior portiere   | Dan McWhinney   | NJ Outlaws                         |
| Miglior difensore  | Nathan Oke      | NJ Outlaws                         |
| Rookie dell'anno   | Peter Vetri     | Danbury Whalers                    |
| Miglior allenatore | Chris Firriolo  | NJ Outlaws                         |